# Callistemon speciosus
Callistemon speciosus là một loài thực vật có hoa trong Họ Đào kim nương. Loài này được (Sims) Sweet mô tả khoa học đầu tiên năm 1826.

## Hình ảnh

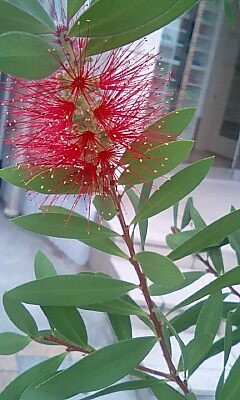
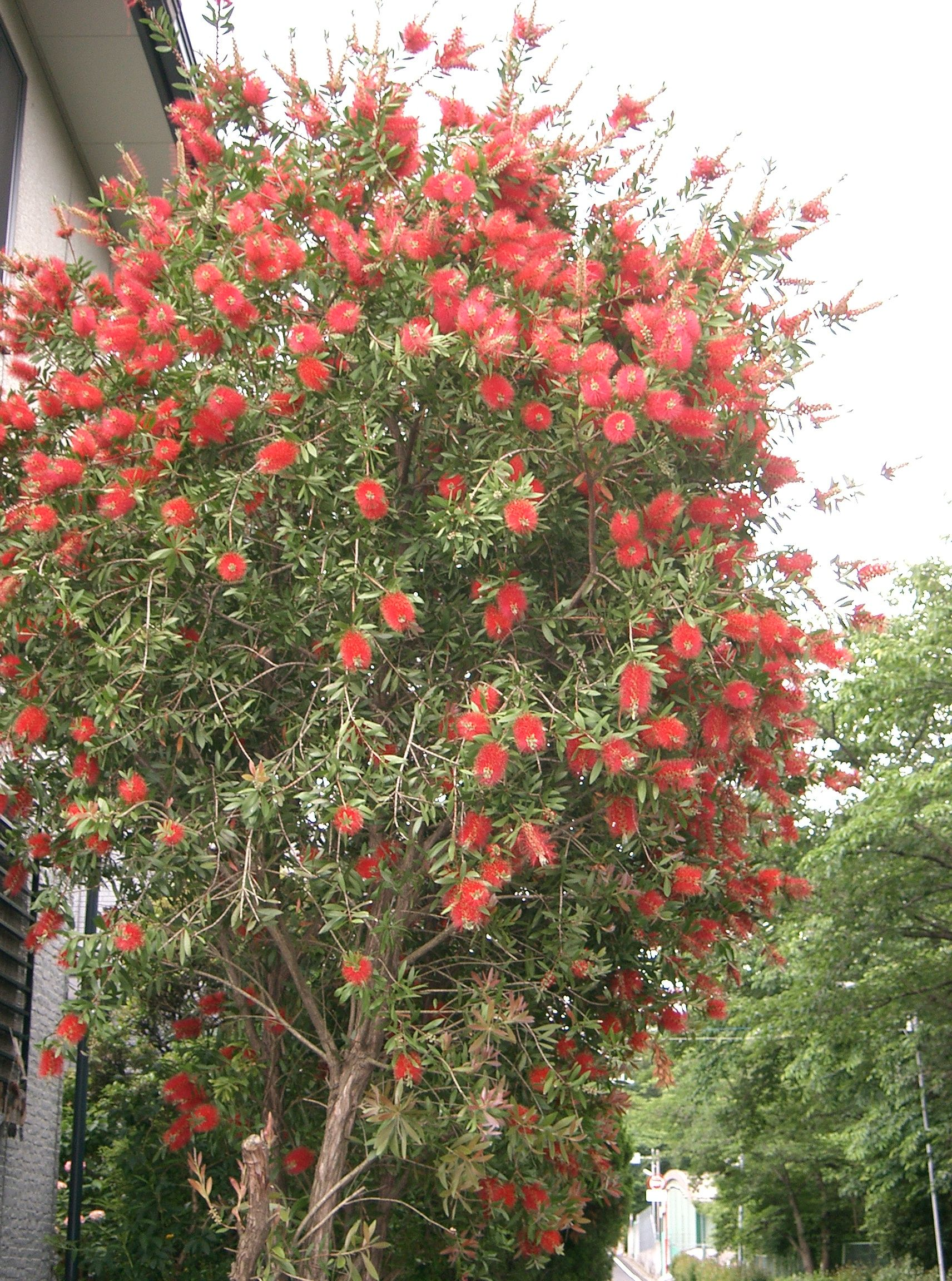